# Тітіріджі санта-катаринський
Тітірі́джі санта-катаринський (Hemitriccus kaempferi) — вид горобцеподібних птахів родини тиранових (Tyrannidae). Цей рідкісний вид птахів є ендеміком Бразилії.

## Опис
Довжина птаха становить 10 см. Голова і обличчя коричнювато-оливкові, перед очима сірувато-охристі плямки, навколо очей бліді кільця. Верхня частина тіла тьмяно-оливково-зелена. Горло блідо-жовте, нижня частина тіла бліда зеленувато-жовта, груди зеленувато-оливкові. Крила і хвіст темні. Другорядні махові пера мають зеленувато-жовті края, третьорядні махові пера мають широкі жовтувато-кремові края. На крилах дві нечіткі жовтувато-охристі смужки. Очі карі. Дзьоб сірий, знизу світліший, лапи темно-сірі.

## Поширення і екологія
Ареал санта-катаринських тітіріджі обмежений кількома ділянками на південно-східному узбережжі Бразилії, в штатах Санта-Катарина і Парана. Вони живуть у вологому атлантичному лісі і чагарникових заростях поблизу річок. Віддають перевагу заростям  Calophyllum brasiliense і Tabebuia cassinoides. Зустрічаються на висоті до 150 м над рівнем моря.

## Поведінка
Санта-катаринські тітіріджі зустрічаються поодинці або парами. Вони живляться комахами, зокрема гусінню, на яких чатують серед рослинності, на висоті від 0,3 до 3,5 м над землею. Гніздяться на деревах.

## Збереження
Санта-катаринські тітіріджі були відомі лише за двома зразками, один з яких був зібраний у 1929 році, а другий у 1950 році. У 1992 році вид був повторно відкритий. За оцінками дослідників, популяція санта-катаринських тітіріджі становить від 9 до 18 тисяч птахів. Їм загрожує знищення природного середовища. МСОП класифікує цей вид як вразливий. Санта-катаринські тітіріджі охороняються бразильським урядом.